# Pesquisador
Un pesquisador, pesquiridor o pesquisidor era un oficial público o persona privada del Antiguo Régimen español que se dedicaba a realizar pesquizas. Como cargo administrativo, generalmente estaba subordinado a un Merino (aunque también podían ser designados por otras altas autoridades como el mismo rey) y tenía atribuciones similares a como hoy las tendría un Investigador de policía o un detective. Según los antiguos códigos españoles, la función de este era:

(…) Pesquiridores son dichos aquellos que son puestos para escodrinar la verdad de las cosas fechas encobiertamente, asi como de muerte de ome que matasen en yermo o de noche, o en qual logar quier que fuese muerto, e non supiese quien lo matara, o de eglesia quebrantada o robada de noche, o de mugier forzada que non fuese fecha la fuerza en poblado, o de casa que quemasen o quebrantasen foradandola o entrandola por fuerza o de otra maner, o de mieses que quemasen, o de viñas o de arboles que cortasen, o de camino quebrantado en que fuesen omes robados, o feridos o presos o muertos

.